# Anax ephippiger
Anax ephippiger е вид насекомо от семейство Aeshnidae.

## Разпространение
Видът се среща в Алжир, Ангола, Ботсвана, Камерун, Чад, Демократична република Конго, Кот д'Ивоар, Египет, Екваториална Гвинея, Етиопия, Гамбия, Гана, Кения, Мадагаскар, Малави, Мавритания, Мавриций, Мароко, Мозамбик, Намибия, Нигер, Нигерия, Сао Томе и Принсипи, Сенегал, Сейшели, Сомалия, Южна Африка, Шри Ланка, Индия, Судан, Танзания, Того, Уганда, Замбия, Зимбабве и вероятно Бурунди.